# 锡尔沙伊德
锡尔沙伊德是德国莱茵兰-普法尔茨州的一个市镇。总面积2.34平方公里，总人口88人，其中男性49人，女性39人（2011年12月31日），人口密度38人/平方公里。